# Le Carlaret
Le Carlaret è un comune francese di 232 abitanti situato nel dipartimento dell'Ariège nella regione dell'Occitania.

## Società

### Evoluzione demografica
Abitanti censiti